# Leonhard Kern
Leonhard Kern (Forchtenberg, 2 de diciembre de 1588-Schwäbisch Hall, 14 de abril de 1662) fue un escultor barroco alemán. 

## Biografía
Nació en 1588 en Forchtenberg, hijo de Michael Kern, maestro de obras. Asistió al Gymnasium de Öhringen y, de 1603 a 1609, aprendió escultura en Würzburg con su hermano mayor, Michael Kern el Joven. Hizo un viaje de estudios a Italia hasta 1613-1614. Permaneció dos años en Roma, donde se dedicó intensamente a la escultura italiana del siglo XVI.
En 1613 pasó por Ljubljana y Gornji Grad, en Eslovenia, donde hizo el altar mayor de la colegiata, que es su primera obra fechada. De regreso a su país, en 1614, se casó con Amalia Zöllner en Forchtenberg. Tuvieron 14 hijos, la mayoría muertos en la infancia.
Trabajó primero en el estudio de su hermano Michael, luego fue a Heidelberg, a la corte del elector del Palatinado Federico V, para quien, en 1617, formó un grupo monumental en Núremberg para el ayuntamiento del lugar. La participación del Palatinado en la Guerra de los Treinta Años le obligó a abandonar Heidelberg en 1620 y establecerse en la ciudad imperial de Schwäbisch Hall. Allí fundó su propio taller, donde se especializó en la producción de pequeñas figuras como piezas de gabinete con una temática muy amplia.
En 1648 fue nombrado escultor de la corte de Brandemburgo. Muchas de sus mejores obras se convirtieron en propiedad de coleccionistas de arte —a menudo nobles y príncipes— de toda Europa, destinadas a gabinetes de arte y curiosidades. Acumuló una fortuna considerable, lo que le permitió adquirir el pequeño castillo de Tullau.
El material de trabajo que usó con mayor frecuencia es el marfil. Además de las escenas religiosas, mitológicas y de género, los horrores de la Guerra de los Treinta Años también se reflejan en sus obras. Su trabajo básico se caracteriza por el alto nivel de su dominio técnico y su competencia en el arte y la creación. En términos de estilo, representa la tendencia realista y clasicista en la escultura barroca alemana. 
Murió en 1662 en su casa de Schwäbisch Hall.

## Galería

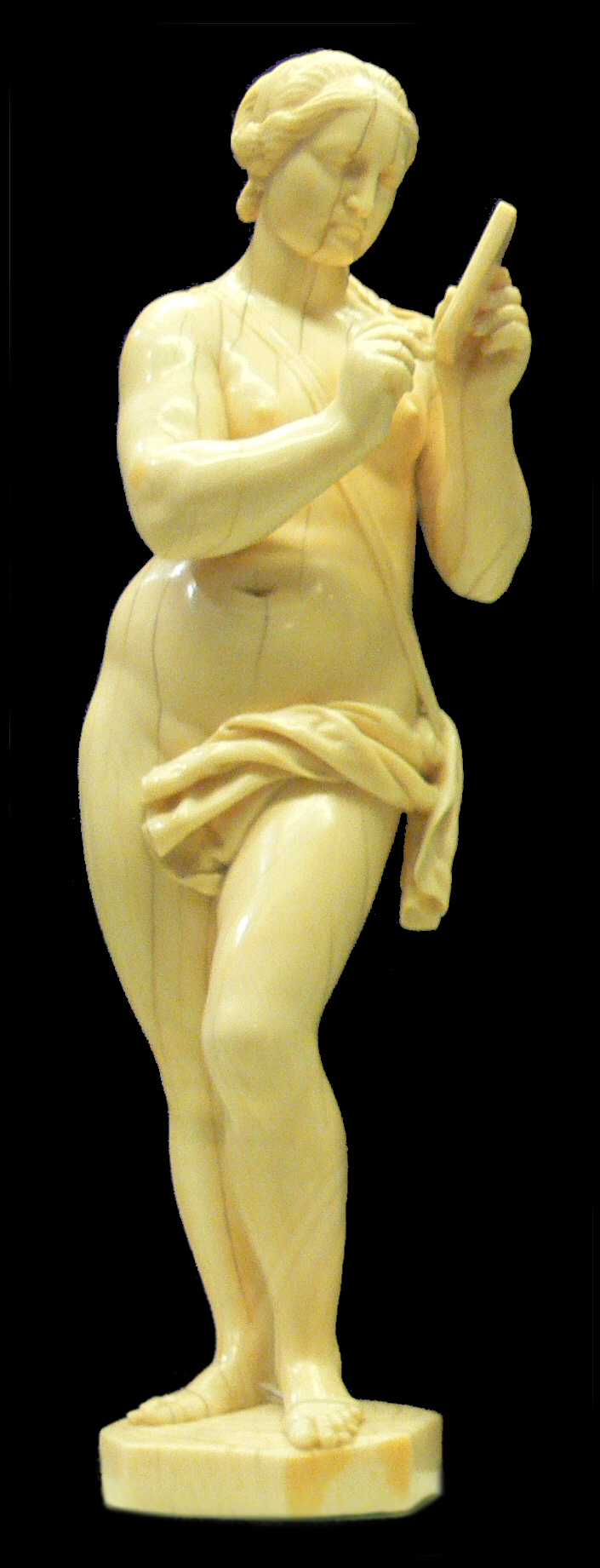
Calíope (1640), Württembergisches Landesmuseum, Stuttgart
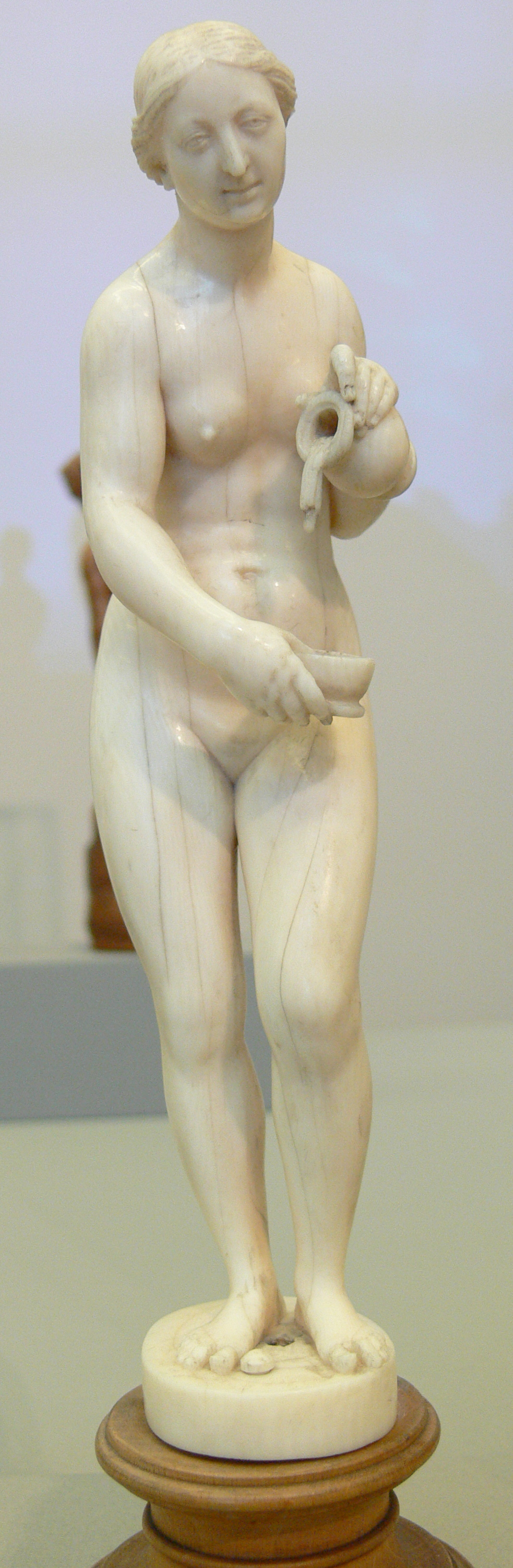
Hebe (1648), Bode Museum, Berlín
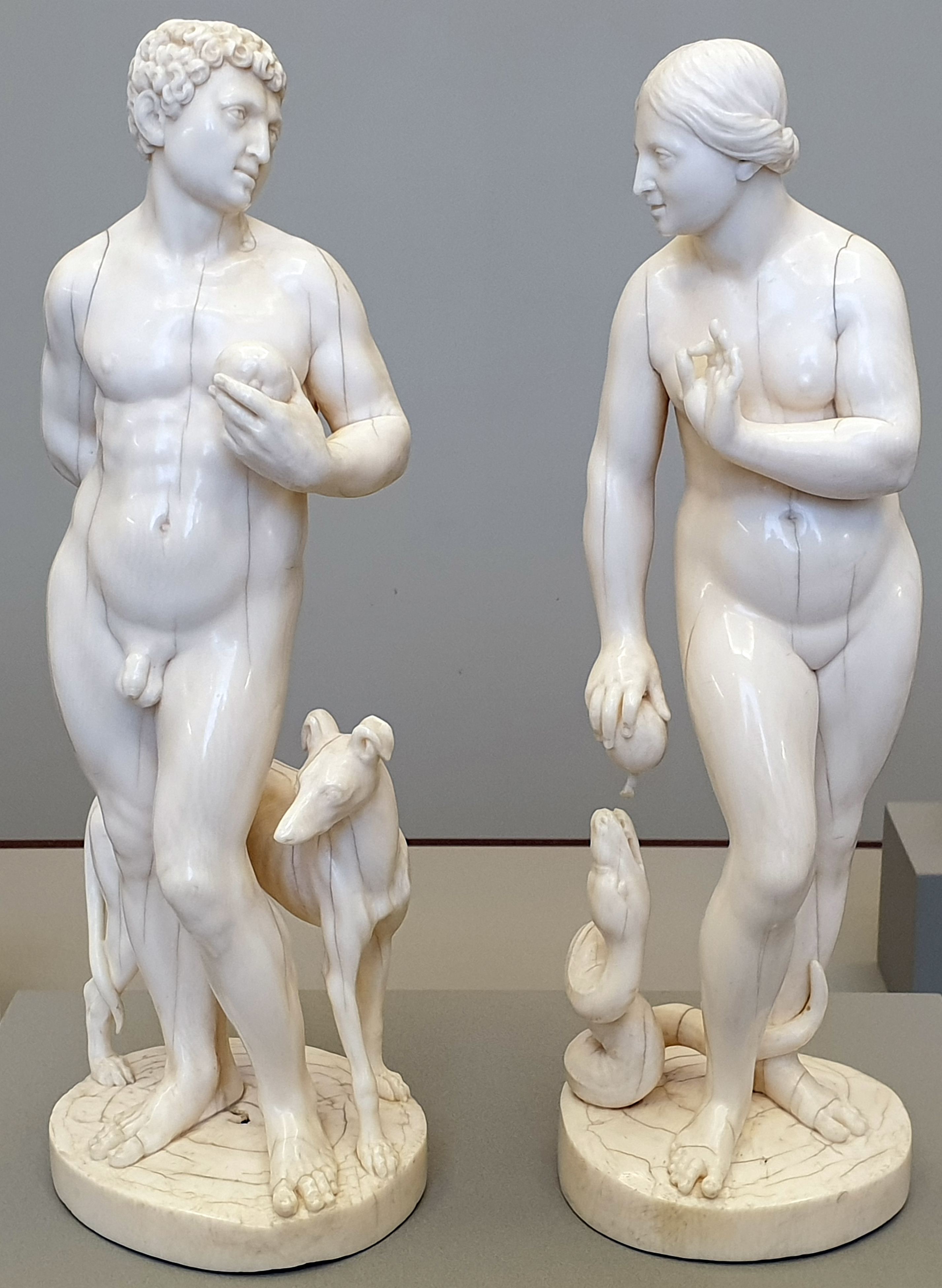
Adán y Eva (1649), Bode Museum, Berlín
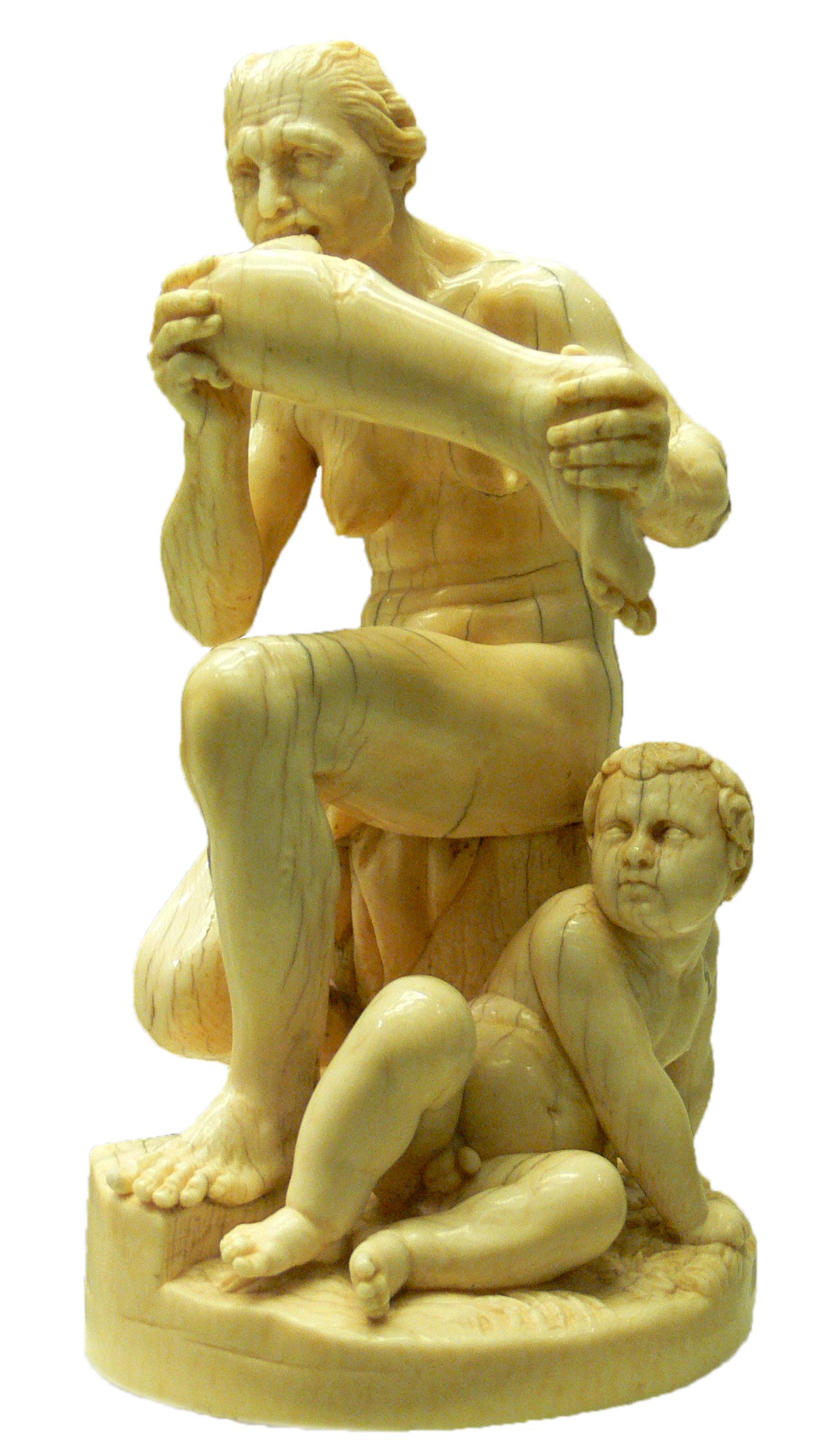
Mujer caníbal (1650), Württembergisches Landesmuseum, Stuttgart
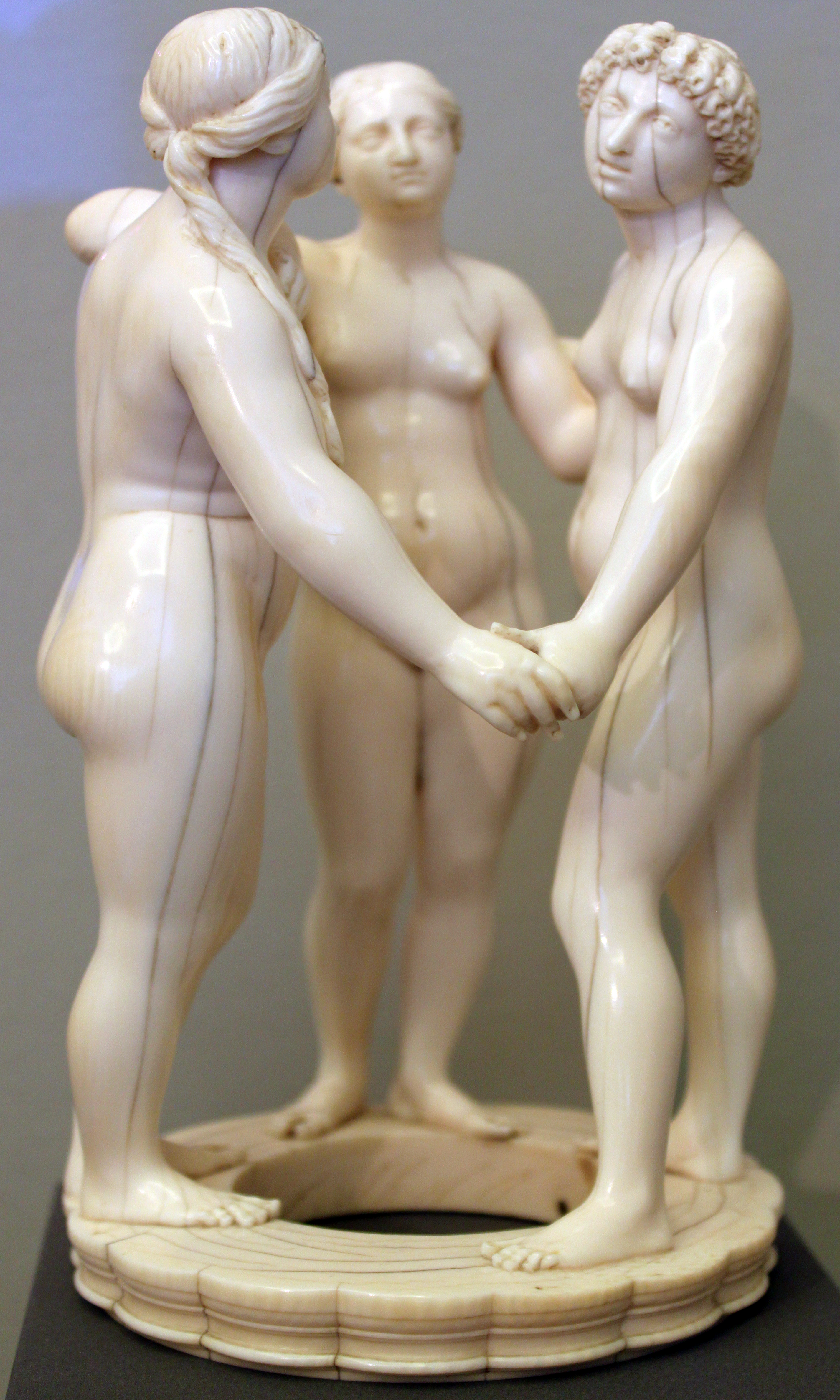
Las Tres Gracias (1650), Bode Museum, Berlín
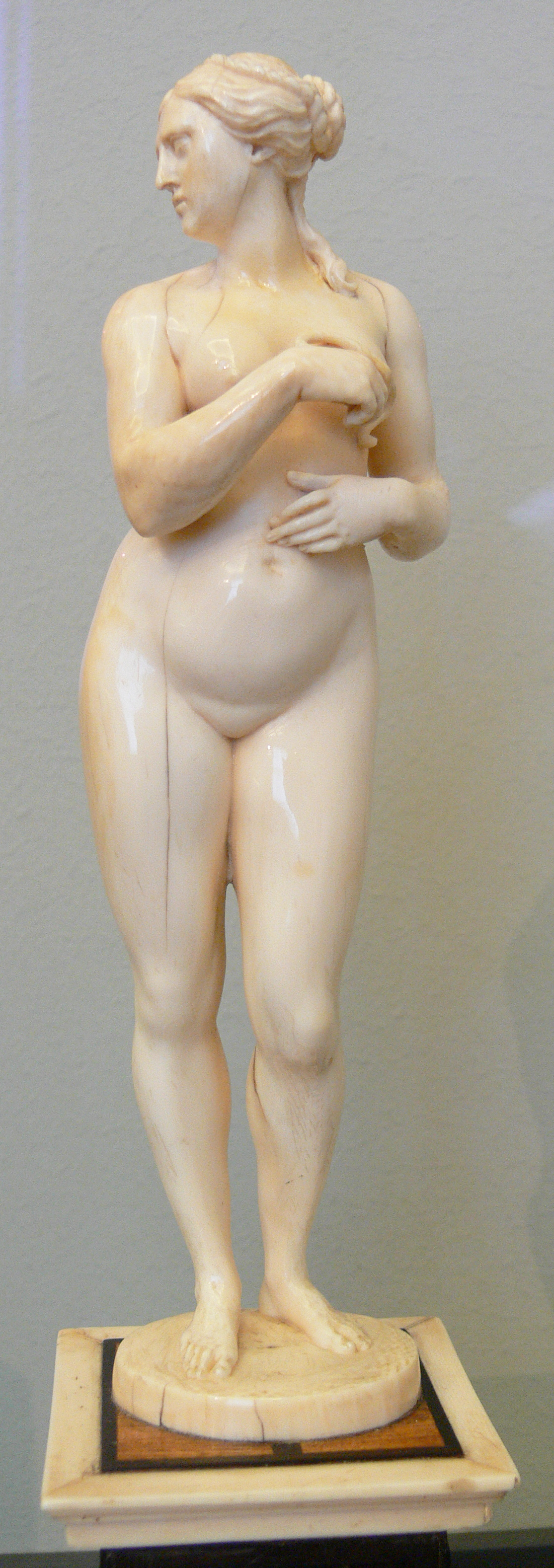
Cleopatra (1652), Bode Museum, Berlín
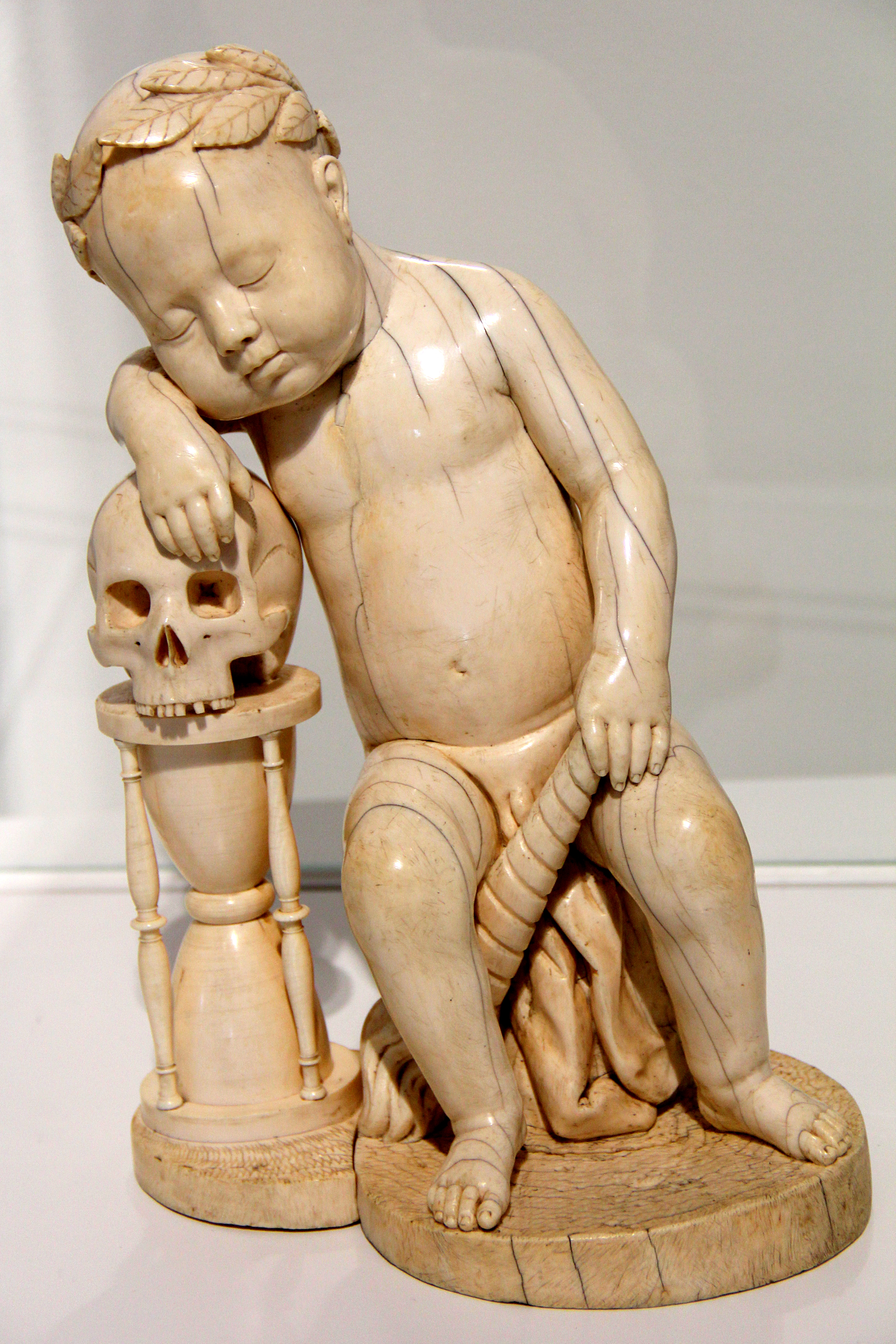
Niño dormido con calavera, Museo Louvre-Lens
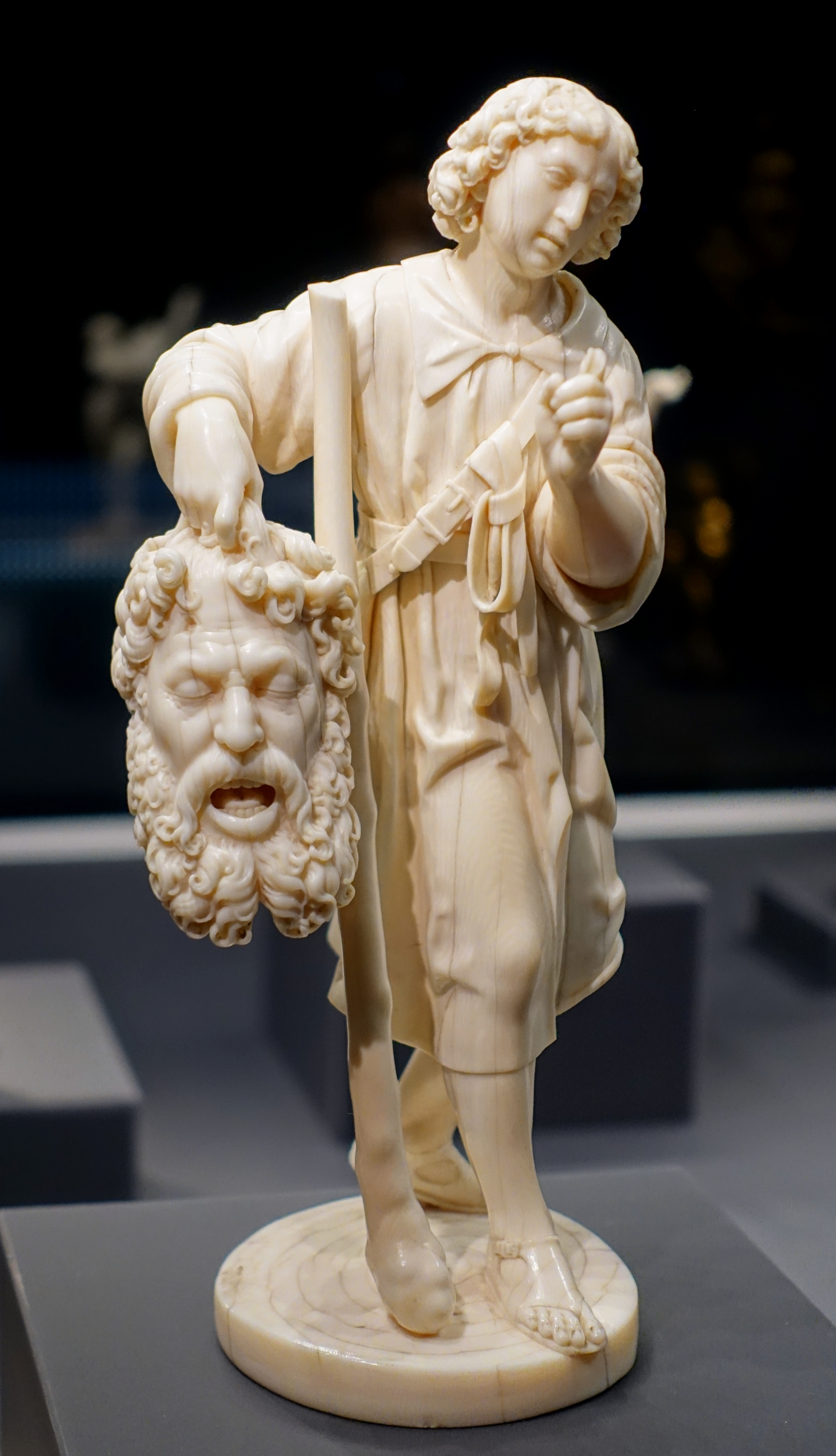
David con la cabeza de Goliat, Hessisches Landesmuseum, Darmstadt
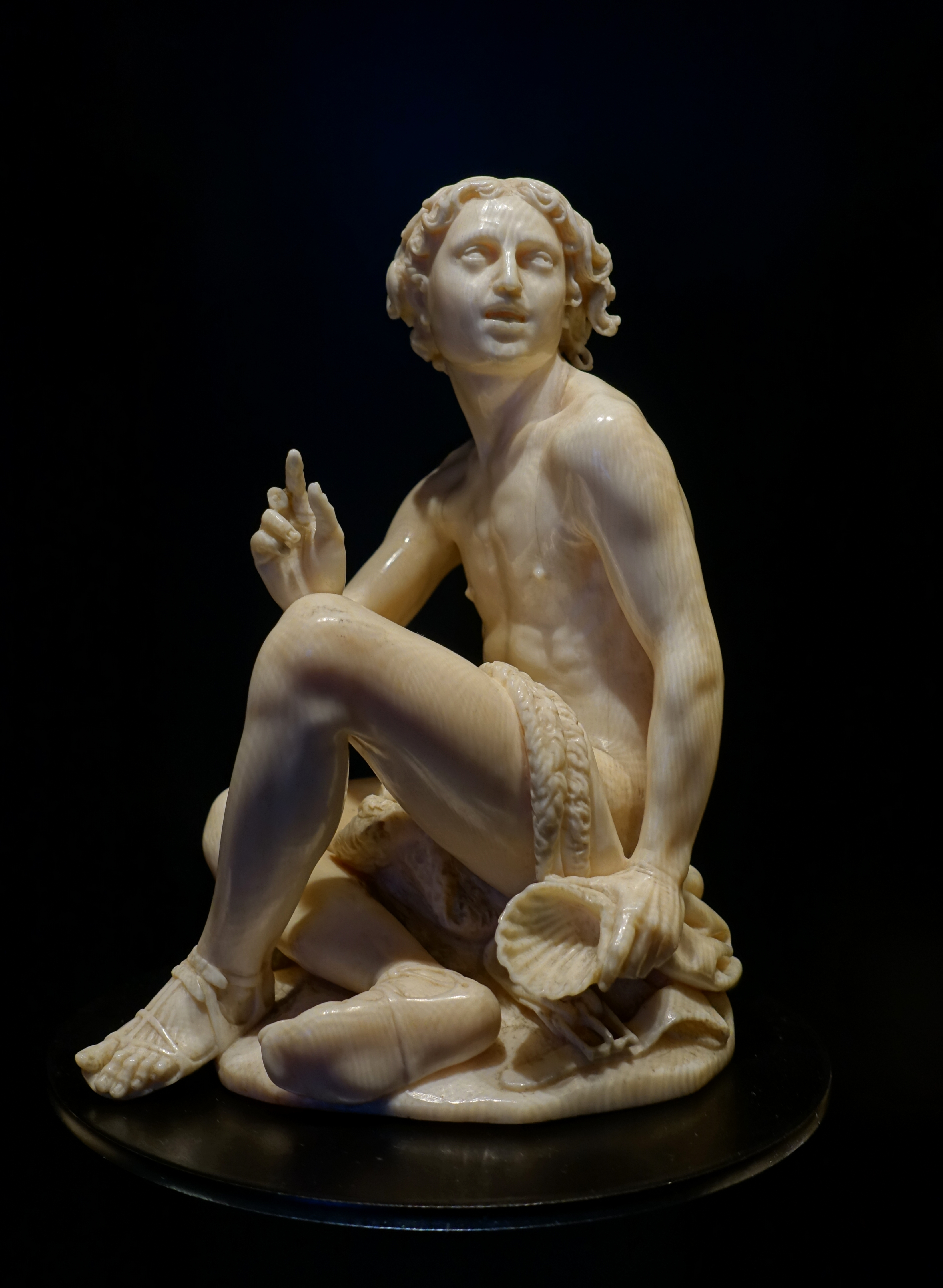
San Juan Bautista, Württembergisches Landesmuseum, Stuttgart